# Pasir Jaya (Rambah Hilir)
Pasir Jaya is een bestuurslaag in het regentschap Rokan Hulu van de provincie Riau, Indonesië. Pasir Jaya telt 2929 inwoners (volkstelling 2010).